# Stazione di Piombino Dese
La stazione di Piombino Dese è una stazione ferroviaria situata al km 23+312 della linea Trento-Venezia a servizio dell'omonimo comune.

## Storia
È stata ristrutturata nel primo decennio degli anni 2000, e ammodernata, nell'ambito del progetto del Sistema Ferroviario Metropolitano Regionale della regione Veneto.

## Strutture e impianti
La stazione è composta da un fabbricato viaggiatori che presenta una sala d'aspetto con dieci posti a sedere.
Esiste una dotazione di monitor con indicazione dei treni in arrivo e partenza. È presente all'interno la biglietteria self-service e un'obliteratrice.
Il piazzale è composto da due binari con marciapiedi rialzati, in modo da favorire l'accesso ai treni all'utenza, coperti da pensiline. I due binari sono collegati tra loro da un sottopassaggio pedonale, affiancato da una rampa per i portatori di handicap,  costruito per l'SFMR.

## Movimento
La stazione è servita da treni regionali svolti da Trenitalia nell'ambito del contratto di servizio stipulato con le regioni interessate.
I treni regionali mattinieri per Castelfranco Veneto sono utilizzati dagli studenti di Piombino Dese che frequentano le scuole del paese del Giorgione.

## Servizi
La stazione dispone di:
- Biglietteria self-service
- Parcheggio di scambio
- Sottopassaggio
- Bar
- Servizi igienici
- Accessibilità per portatori di handicap